# Univerzita Georga Augusta v Göttingenu
Univerzita Georga Augusta v Göttingenu, německy Georg-August-Universität Göttingen, je veřejná vysoká škola, jež se nachází v dolnosaském městě Göttingen. Jedná se o nejstarší univerzitu v Dolním Sasku. V roce 1734 ji založil Jiří II. (německy Georg II. August) – panovník Království Velké Británie a Irska, vévoda Brunšvicko-lüneburský a kurfiřt Svaté říše římské. K otevření univerzity pak došlo roku 1737. Georgia Augusta, jak se škola neoficiálně nazývá, měla podporovat myšlenky osvícenství.  
Škola, kde studovala celá řada významných osobností, patří k tradičním a historickým německým institucím. K říjnu 2019 patřilo mezi její studenty, vyučující či badatele, 45 nositelů Nobelovy ceny. 
Univerzita je členem spolku German U15, což je 15 předních německých univerzit, jež se intenzivně věnují výzkumu a jsou vedoucími německými vzdělávacími ústavy v oboru lékařských věd, a člen evropské sítě univerzit Coimbra Group. Dále udržuje pevné kontakty s významnými výzkumnými institucemi, které sídlí v Göttingenu, jako jsou například Společnost Maxe Plancka a Leibnizova společnost. Göttingenská státní a univerzitní knihovna patří se svými asi 9 miliony položek mezi největší knihovny v Německu.
Univerzitu, kterou dnes tvoří 13 fakult, navštěvuje 31 600 studentů. Vyučuje zde přes 400 profesorů, které doplňuje na 4 000 akademických pracovníků podporovaných více než 7 000 technickými a administrativními pracovníky.  

## Historie

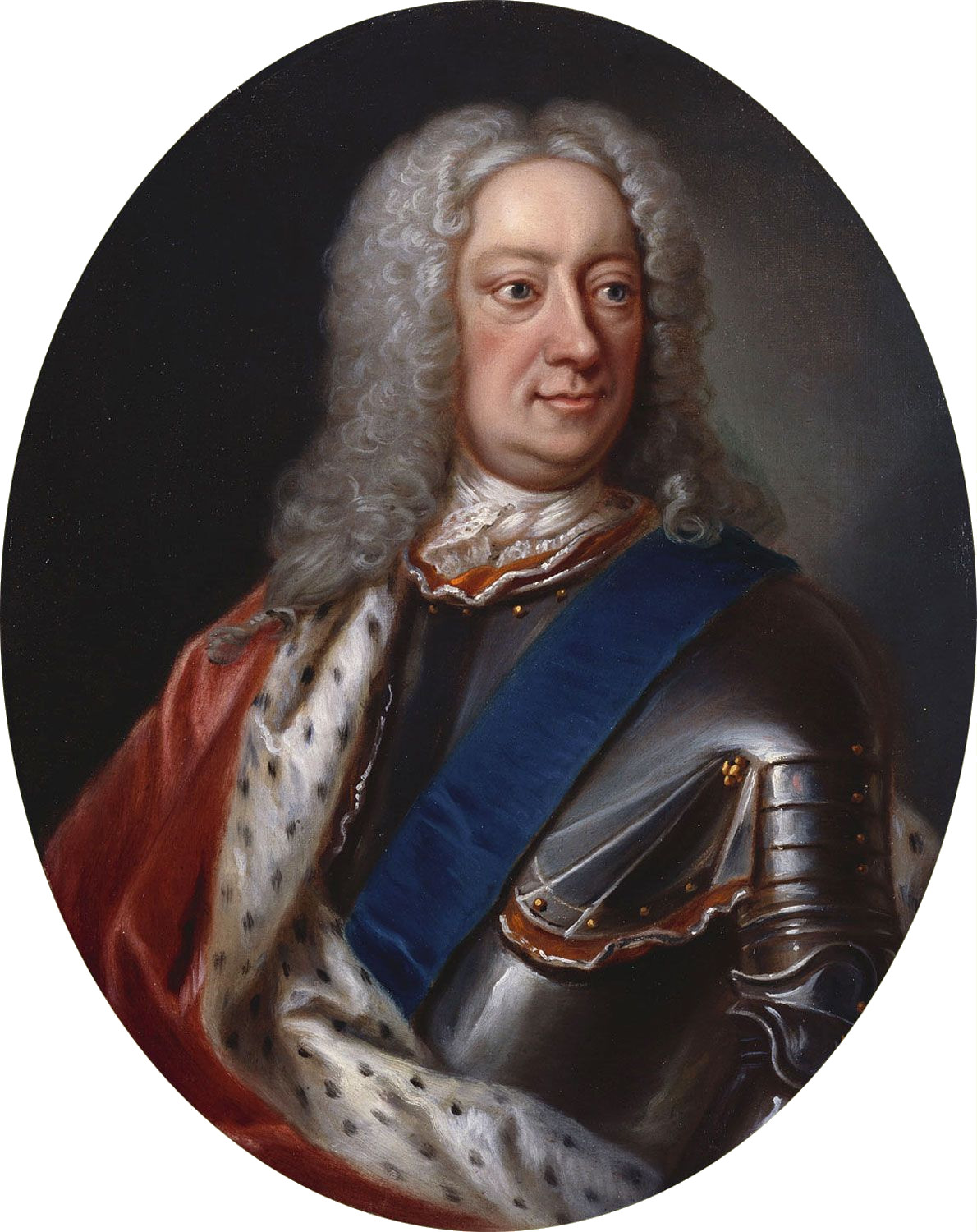
Král Jiří II., zakladatel a první rektor univerzity

### Založení
V roce 1734 nařídil britský král Jiří II., jenž byl současně hannoverským kurfiřtem, předsedovi hannoverské vlády Gerlachu Adolphovi von Münchhausenovi, aby v Göttingenu založil univerzitu k šíření myšlenek a hodnot spojených s evropským osvícenstvím. 

### 18.–19. století

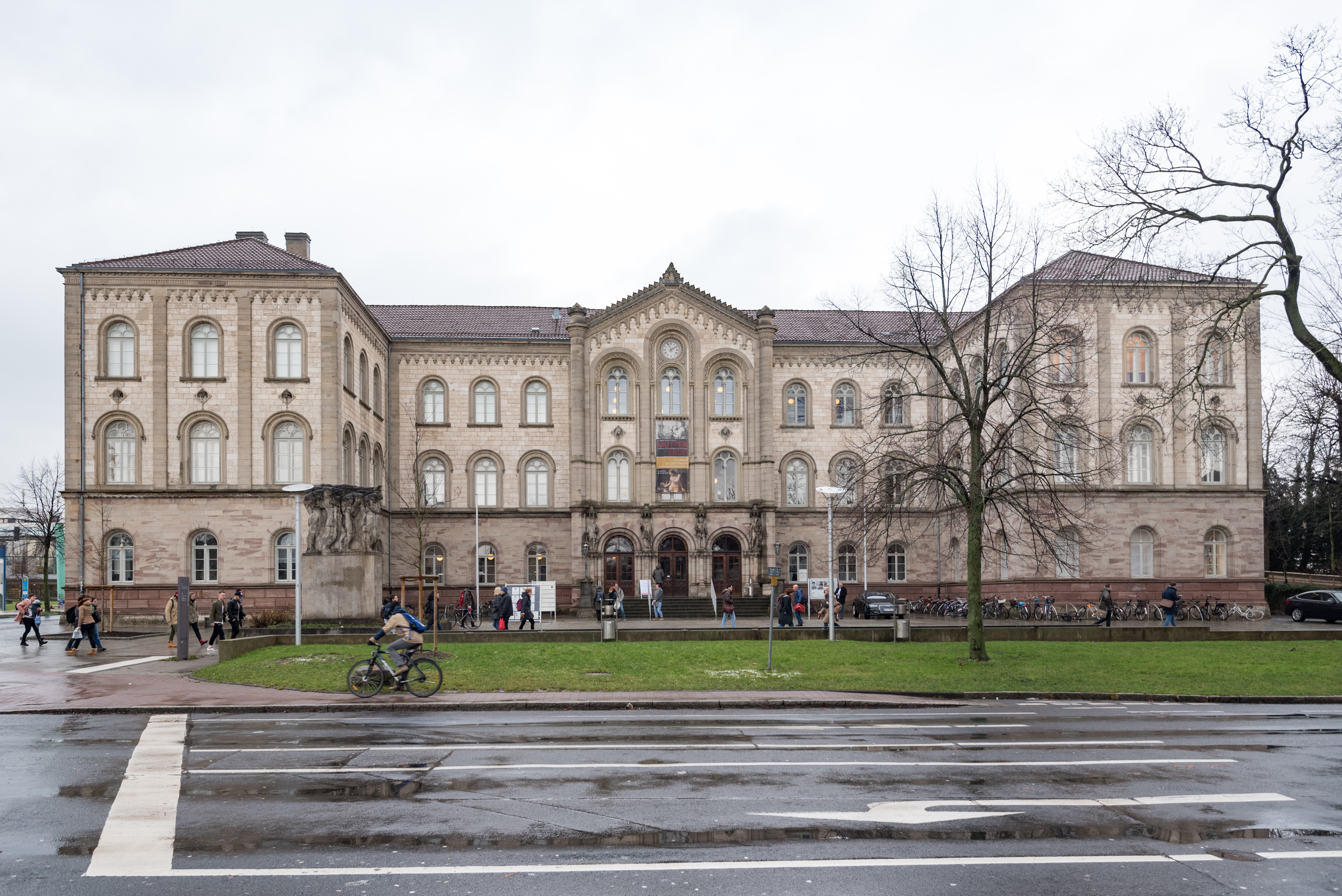
Staré auditorium

V průběhu 18. století patřila již Georgia Augusta k předním univerzitám v Německu. Panoval zde duch volnosti a nadšeného vědeckého bádání. I díky němu se zde německý fyzik, matematik a astronom Georg Christoph Lichtenberg stal roku 1769 mimořádným a od roku 1775 řádným profesorem experimentální fyziky, matematiky a astronomie.
V prvních sto letech existence univerzity se proslavila zejména zdejší právnická fakulta. V 18. století zde dlouhých 50 let přednášel veřejné právo neboli ius publicum učenec Johann Stephan Pütter. Jeho přednášky zaujaly například pozdějšího rakouského kancléře knížete Metternicha a pozdějšího zakladatele berlínské Humboldtovy univerzity, diplomata a filozofa Wilhelma von Humboldta. Roku 1809 se zde ke studiu metafyziky a psychologie zapsal i filozof Arthur Schopenhauer později známý zejména svým dílem Svět jako vůle a představa (1819). V letech  1832–1833 navštěvoval zdejší právnickou fakultu i Otto von Bismarck, budoucí první ministr Pruska, budovatel sjednoceného Německa a první z řady německých kancléřů. Kolem roku 1834, tedy 100 let od založení školy, se Georgia Augusta mohla pyšnit i takzvanou „Göttingenskou historickou školou“ – skupinou historiků, jež spojoval podobný styl vědecké práce. 
V roce 1837 bylo z univerzity vyloučeno sedm liberálních profesorů, takzvaná Göttingenská sedma. Byli to germanista Wilhelm Eduard Albrecht (1800–1876), historik Friedrich Christoph Dahlmann (1785–1860), orientalista Georg Heinrich August Ewald (1803–1875), historik Georg Gottfried Gervinus (1805–1875), fyzik Wilhelm Eduard Weber (1804–1891) a filologové bratři Jakob (1785–1863) a Wilhelm (1786–1859) Grimmové. Důvodem byl jejich protest proti zrušení liberální ústavy Hannoverského království z roku 1833 novým panovníkem Arnoštem Augustem I.

### Přelom 20. století
Koncem 19. století a začátkem století 20. dosáhla Univerzita Georga Augusta svého akademického vrcholu. Značnou zásluhu na tom mělo zaměření na přírodovědné obory, zejména na matematiku. Matematikům Davidu Hilbertovi a Felixi Kleinovi se do roku 1900 podařilo přilákat do Göttingenu matematiky prakticky z celého světa, čímž se z Georgie Augusty stalo počátkem 20. století jedno z vůdčích matematických center. Podobně se z teologické fakulty stalo ve spojení s dalšími orientalisty a historiky starověku napříč celou univerzitou mezinárodní centrum pro religionistická a antická studia. 
V roce 1903 měla škola 121 vyučujících a 1529 studentů. Následujícího roku sem nastoupil fyzik Ludwig Prandtl a během 20 let z univerzity vybudoval vedoucí vědeckovýzkumné pracoviště moderní aerodynamiky a hydrodynamiky. 
V letech 1921–1933 vedl skupinu teoretické fyziky matematik a fyzik Max Born, který se během té doby stal jedním ze tří objevitelů nerelativistické teorie kvantové mechaniky. Georgia Augusta se tak stala i jedním z hlavních středisek rozvoje moderní fyziky. 

### Velká čistka roku 1933
Počátkem 30. let se na univerzitu zaměřily nacistické snahy tvrdě se vypořádat s takzvanou „židovskou fyzikou“, představovanou například prací Alberta Einsteina. Podle Zákona o státní službě schváleného 7. dubna 1933, jen 2 měsíce po jmenování Adolfa Hitlera říšským kancléřem, byli neárijští akademičtí pracovníci včetně Maxe Borna, Victora Goldschmidta, Jamese Francka, Eugene Wignera, Leó Szilárda, Edwarda Tellera, Edmunda Landaua, Emmy Noetherové a Richarda Couranta ze školy vypuzeni nebo raději sami odešli. Většina z nich opustila nacistické Německo a přesídlila do zemí jako USA, Kanada či Velká Británie. V roce 1934 večeřel David Hilbert, v té době symbol německé matematiky, s nacistickým ministrem vědy, výchovy a osvěty Bernhardem Rustem. Ministr se Hilberta zeptal: „Jaká je matematika v Göttingenu, když je teď očištěna od židovského vlivu?“ Hilbert mu na to odpověděl: „V Göttingenu už není žádná matematika.“

### Poválečná obnova
Po skončení  2. světové války byla Univerzita Georga Augusta první univerzitou v zónách kontrolovaných západními Spojenci, jež byla pod britskou správou v roce 1945 opět otevřena.